# Saint-Avit (Loir-et-Cher)
Pour les articles homonymes, voir Saint-Avit.
Saint-Avit est une commune historique du Loir-et-Cher (région Centre-Val de Loire), reléguée au statut de commune déléguée depuis 2018 et la fusion administrative avec les communes voisines d'Arville, Oigny, Souday et Saint-Agil afin de créer la commune nouvelle de Couëtron-au-Perche, dont le chef-lieu se trouve à Souday.

## Géographie

### Localisation
Saint-Avit se trouve dans la région naturelle du Perche.

## Histoire
La naissance de Saint-Avit remonte aux débuts du peuplement du Perche, au VIe siècle ; c'est l'époque à laquelle plusieurs ermites venus d'Orléans se retirèrent dans les bois du Perche pour y fonder des églises : Avitus et Carilephus, puis Boamirus, Ulfacius, Leobinus et Almirus. Ces ermites donnèrent naissance à Saint-Avit, Saint-Calais, Saint-Bomer, Saint-Ulphace, Saint-Lubin-des-Cinq-Fonts et Gréez-sur-Roc[réf. nécessaire].

## Politique et administration

### Liste des maires
| Période                                  | Période       | Identité                | Étiquette | Qualité |
| ---------------------------------------- | ------------- | ----------------------- | --------- | ------- |
| Les données manquantes sont à compléter. |               |                         |           |         |
| avant 1981                               | ?             | Lucien Bezault          |           |         |
| mars 2001                                | avril 2014    | Joseph Vivet            |           |         |
| avril 2014                               | décembre 2017 | Josse Warnier de Wailly |           |         |

Depuis 2018 et la création de Couëtron-au-Perche, le maire élu à Saint-Avit est maire délégué au maire de la commune nouvelle.
| Période                                  | Période  | Identité                | Étiquette | Qualité                                  |
| ---------------------------------------- | -------- | ----------------------- | --------- | ---------------------------------------- |
| Les données manquantes sont à compléter. |          |                         |           |                                          |
| janvier 2018                             | mai 2020 | Josse Warnier de Wailly |           | Reconduit jusqu'aux élections suivantes. |
| mai 2020                                 | en cours | Joseph Vivet            |           | Retraité.                                |

## Population et société

### Démographie
L'évolution du nombre d'habitants est connue à travers les recensements de la population effectués dans la commune depuis 1793. Pour les communes de moins de 10 000 habitants, une enquête de recensement portant sur toute la population est réalisée tous les cinq ans, les populations de référence des années intermédiaires étant quant à elles estimées par interpolation ou extrapolation. Pour la commune, le premier recensement exhaustif entrant dans le cadre du nouveau dispositif a été réalisé en 2005.

En 2015, la commune comptait 98 habitants, en évolution de −10,91 % par rapport à 2009 (Loir-et-Cher : −1,15 %, France hors Mayotte : +2,11 %).
| 1793 | 1800 | 1806 | 1821 | 1831 | 1836 | 1841 | 1846 | 1851 |
| ---- | ---- | ---- | ---- | ---- | ---- | ---- | ---- | ---- |
| 427  | 453  | 426  | 424  | 435  | 502  | 458  | 443  | 444  |

| 1856 | 1861 | 1866 | 1872 | 1876 | 1881 | 1886 | 1891 | 1896 |
| ---- | ---- | ---- | ---- | ---- | ---- | ---- | ---- | ---- |
| 457  | 428  | 440  | 451  | 434  | 396  | 392  | 402  | 453  |

| 1901 | 1906 | 1911 | 1921 | 1926 | 1931 | 1936 | 1946 | 1954 |
| ---- | ---- | ---- | ---- | ---- | ---- | ---- | ---- | ---- |
| 429  | 464  | 436  | 351  | 363  | 351  | 323  | 295  | 278  |

| 1962 | 1968 | 1975 | 1982 | 1990 | 1999 | 2005 | 2006 | 2010 |
| ---- | ---- | ---- | ---- | ---- | ---- | ---- | ---- | ---- |
| 262  | 240  | 189  | 146  | 114  | 121  | 109  | 110  | 110  |

| 2015 | - | - | - | - | - | - | - | - |
| ---- | - | - | - | - | - | - | - | - |
| 98   | - | - | - | - | - | - | - | - |

### Pyramide des âges
| Hommes | Classe d’âge | Femmes |
| ------ | ------------ | ------ |
| 1,7    | 90 ans ou +  | 0,0    |
| 6,9    | 75 à 89 ans  | 15,7   |
| 12,1   | 60 à 74 ans  | 11,8   |
| 27,6   | 45 à 59 ans  | 11,8   |
| 12,1   | 30 à 44 ans  | 25,5   |
| 15,5   | 15 à 29 ans  | 11,8   |
| 24,1   | 0 à 14 ans   | 23,5   |

| Hommes | Classe d’âge | Femmes |
| ------ | ------------ | ------ |
| 0,6    | 90 ans ou +  | 1,6    |
| 8,3    | 75 à 89 ans  | 11,5   |
| 14,8   | 60 à 74 ans  | 15,7   |
| 21,4   | 45 à 59 ans  | 20,6   |
| 20,3   | 30 à 44 ans  | 19,2   |
| 16,2   | 15 à 29 ans  | 14,7   |
| 18,5   | 0 à 14 ans   | 16,7   |

La population est relativement âgée. Le taux de personnes d'un âge supérieur à 60 ans (23,9 %) est en effet supérieur au taux national (21,6 %) tout en étant toutefois inférieur au taux départemental (26,3 %).
Contrairement aux répartitions nationale et départementale, la population masculine est supérieure à la population féminine (53,2 % contre 48,4 % au niveau national et 48,6 % au niveau départemental).
La répartition de la population par tranches d'âge est, en 2007, la suivante :
- 53,2 % d’hommes (0 à 14 ans = 24,1 %, 15 à 29 ans = 15,5 %, 30 à 44 ans = 12,1 %, 45 à 59 ans = 27,6 %, plus de 60 ans = 20,7 %) ;
- 46,8 % de femmes (0 à 14 ans = 23,5 %, 15 à 29 ans = 11,8 %, 30 à 44 ans = 25,5 %, 45 à 59 ans = 11,8 %, plus de 60 ans = 27,5 %).

## Culture locale et patrimoine

### Personnalités liées à la commune
- Jean-Claude Farcy (1945-2020), historien français, né à Saint-Avit.

### Héraldique
|  | Les armoiries de Saint-Avit se blasonnent ainsi : D'azur au lion d'or accosté de deux losanges du même, au chef de sable chargé de trois pals d'or. |